# Акшов
Акшо́в (мокш. Акшу, ерз. Акшу) — мокшанське село у складі Старошайговського району Мордовії, Росія. Входить до складу Старотерізморзького сільського поселення.

## Топонім
Назва походить від мокшанського акша — білий. Акшу буквально переводиться як біленьке, білувате.

## Географія
Село розташоване на річці Акшу, за 6 км. на південний схід від районного центру села Старе Шайгово, та у 51 км на північний захід від Саранська.

## Клімат
| Кліматограма Акшу | Кліматограма Акшу | Кліматограма Акшу | Кліматограма Акшу | Кліматограма Акшу | Кліматограма Акшу | Кліматограма Акшу | Кліматограма Акшу | Кліматограма Акшу | Кліматограма Акшу | Кліматограма Акшу | Кліматограма Акшу |
| --- | ----------------- | ----------------- | ----------------- | ----------------- | ----------------- | ----------------- | ----------------- | ----------------- | ----------------- | ----------------- | ----------------- |
| С | Л                 | Б                 | К                 | Т                 | Ч                 | Л                 | С                 | В                 | Ж                 | Л                 | Г                 |
| 50 −7 −12 | 42 −6 −12         | 44 0 −7           | 45 10 0           | 51 18 8           | 73 22 12          | 77 24 15          | 72 23 14          | 64 16 8           | 60 8 3            | 53 1 −3           | 53 −4 −8          |
| Середня макс. і мін. температури повітря (°C) Атмосферні опади (мм), за рік : 684 мм. Джерело: «Climate-Data.org» (англ.) |                   |                   |                   |                   |                   |                   |                   |                   |                   |                   |                   |

## Населення
У 2010 — 5 осіб; у 2002 — 31).
| 2002 | 2010 | 2020 |
| ---- | ---- | ---- |
| → 31 | ↘ 5  | ↘ 3  |

Національний склад (станом на 2002 рік)
- мокшани — 100 %